# 麦克默多湾
77°30′S 165°00′E / 77.500°S 165.000°E
麦克默多湾（英語：McMurdo Sound）是南极洲罗斯海西部的延伸部分，位于罗斯冰架西北部边缘，罗斯岛西部，维多利亚地东部，长148公里，宽74公里。该地区曾经是南极探险的中心。1841年苏格兰探险家詹姆斯·克拉克·罗斯首次到达麦克默多湾，此后该地一直是进入南极大陆的重要通道。目前南极最大的科学考察站，美国的麦克默多站就位于该地。